# 西藏冬青
西藏冬青（学名：Ilex xizangensis）为冬青科冬青属的植物，是中国的特有植物。分布于中国大陆的西藏等地，生长于海拔3,200米的地区，多生长在山坡冷杉林中，目前已由人工引种栽培。